# Omaezaki
Omaezaki (jap. 御前崎市 Omaezaki-shi) – miasto w Japonii, w prefekturze Shizuoka (środkowe Honsiu).

## Położenie
Miasto leży w środkowej części prefektury Shizuoka nad Oceanem Spokojnym. Miasto graniczy z Kakegawą, Makinoharą i Kikugawą w prefekturze Shizuoka.

## Historia
Miasto powstało 1 kwietnia 2004 roku, z połączenia miasteczek Omaezaki i Hamaoki.

## Gospodarka
W mieście znajduje się elektrownia jądrowa Hamaoka.